# Bongpyeong
Bongpyeong  (봉평면?, 蓬坪面?, Bongpyeong-myeonLR, Pongp'yŏng-myŏnMR) è una cittadina (Myeon) sudcoreana della contea di Jeongseon, nella provincia di Gangwon. Il clima è generalmente di tipo continentale.

## Sport
La località è sede della stazione sciistica Bokwang Phoenix Park, una delle sedi dei Giochi olimpici invernali del 2018.